# Ростовський комбінат шампанських вин
Ростовський комбінат шампанських вин (рос. Ростовский комбинат шампанских вин) — російське підприємство з виробництва шампанських та ігристих вин, що розташоване в Ростові-на-Дону.

## Історія
Ростовський-на-Дону завод шампанських вин був побудований згідно Постанови ЦК ВКП(б) та Раднаркому СРСР від 28 липня 1936 року «Про виробництво Радянського шампанського, десертних і столових вин».
У 1937 році запущена 1-ша черга заводу, змонтована в основному з імпортного французького обладнання. Потужність її становила 500 тисяч пляшок шампанського на рік.
У 1938 році закінчилося будівництво 2-ї черги, в 1939 році — 3-ї, які довели потужність заводу до повної проектної потужності випуску в рік — 3 мільйони пляшок шампанського.
У той час завод виробляв шість сортів шампанського вина: сухе, напівсухе, напівсолодке, солодке, мускатне та цимлянське ігристе. У 1940 році в зв'язку із зростанням виноробної техніки та сировинної бази була досягнута висока продуктивність праці, замість 3 мільйонів завод виробив 4 мільйони 200 тисяч пляшок шампанського.
У період тимчасової окупації Ростова-на-Дону під час Німецько-радянської війни заводу було завдано збитків у 85 мільйонів рублів. У лютому 1943 року, коли ворог знаходився ще в 60 кілометрах від міста, розпочалося відновлення заводу. У кінці 1944 року завод був відновлений на потужність 1 мільйон пляшок і здійснив перший випуск радянського шампанського.
30 вересня 1948 року завод виведений на повну довоєнну потужність випуску у 3 мільйони пляшок шампанського на рік.
У 1961—1964 рр. основною продукцією заводу було Радянське шампанське та Цимлянське ігристе. У 1960-ті роки ростовське шампанське почали експортувати в НДР, Угорщину, Польщу, Чехословаччину, Югославію та інші країни.
31 березня 1970 року Ростовський завод шампанських вин був об'єднаний з Ростовським дослідно-експериментальним винзаводом. Із цього моменту він став називатися Ростовським комбінатом шампанських вин.
У період із 1986 по 1992 роки комбінат випускав: радянське шампанське, рожеве ігристе, Ростовське ігристе, мускат «Донський ігристий», «Херес».

## Виробництво
Потужність комбінату становить 13 мільйонів пляшок на рік.
На комбінаті функціонують 3 цехи основного виробництва.
Цех виноматеріалів розрахований на зберігання виноматеріалів, що надходять від виноробних господарств. Шампанські виноматеріали з традиційних сортів винограду Аліготе, Рислінг, Совіньйон, Шардоне комбінат закуповує у виноробних господарствах Дону, Ставропольського та Краснодарського країв, а також країн СНД та Європи.
Цех шампанізації оснащений акратофорами для вторинного бродіння і лініями безперервної шампанізації. На комбінаті вперше в СРСР почали виробляти шампанські й ігристі вина в металевих резервуарах — акратофорах Фролова-Багреєва. У 1964 році запроваджено безперервний метод шампанізації, який і донині використовується на комбінаті. Дозрівання шампанських та ігристих вин відбувається в безперервному потоці у великих ємностях (акратофорах) при постійному тиску (5-6 кгс/см²). У результаті бродіння шампанські та ігристі вина природним чином насичується вуглекислотою.
Цех розливу та обробки оснащений трьома лініями розливу. Продуктивність лінії розливу шампанських та ігристих вин становить10 тисяч пляшок/год